# Плащеносен гущер
Плащеносен гущер (Chlamydosaurus kingii), наричан също плащеносна агама, е вид влечуго от семейство Агамови (Agamidae). Видът не е застрашен от изчезване.

## Разпространение и местообитание
Разпространен е в Австралия и Папуа Нова Гвинея.
Обитава гористи местности, места със суха почва, савани, крайбрежия и плажове в райони с тропически климат.

## Описание
Продължителността им на живот е около 9,9 години.